# جيمس بارنستون
جيمس بارنستون هو طبيب وعالم نبات كندي، ولد في 3 يوليو 1831 في Norway House ‏ في كندا، وتوفي في 20 مايو 1858 في مونتريال في كندا.